# Jacob Schmidheiny (Unternehmer, 1875)
Jacob Schmidheiny (* 21. Juni 1875 in Heerbrugg (Gemeinde Balgach), heimatberechtigt ebenda; † 8. Januar 1955) war ein Schweizer Industrieller, Pionier der Ziegeleiindustrie und Politiker.

## Leben
Jacob Schmidheiny II wurde im Schloss Heerbrugg als Sohn von Jacob Schmidheiny I und der Elise Schmidheiny, geb. Kaufmann aus dem Toggenburg, geboren. Er besuchte die Kantonsschule am Burggraben in St. Gallen und die Handelsschule Neuenburg. Dann machte er in Konstanz eine ziegeleitechnische Lehre. Ingenieurwesen studierte er von 1895 bis 1899 am Polytechnikum Zürich und schloss mit dem Bauingenieurdiplom ab. 1904 heiratete er Fanny Alder, die Tochter des Otto Kaufmann. Jacob Schmidheiny ist der Vater von Nelly Helen Schmidheiny, Peter Schmidheiny (1908–2001), Marianne Schmidheiny und Ursula Schmidheiny.

### Wirtschaft
Nach dem Studium arbeitete er als Bauführer in Genf, Lausanne und Italien. Ab 1902 war er, zusammen mit seinem Bruder Ernst Schmidheiny, Teilhaber der väterlichen Ziegeleien. In Rheineck gründete er 1906 die Firma SAFIR Automobile. Zusammen mit seinem Bruder gründete er 1906 die Schulgemeinde Heerbrugg. Im Bruggwald (St. Gallen) baute er 1907 eine neue Ziegelei auf. Ab 1907 war er der alleiniger Inhaber der Firma Ziegelei J.Schmidheiny & Co. Ab 1912 wirkte er in der Zürcher Ziegeleien AG mit. Im gleichen Jahr gründete er, zusammen mit Heinrich Wild und Robert Helbling, die Heinrich Wild AG. Ab 1926 war er Präsident der Zürcher Ziegeleien AG und ab 1933 Verwaltungsratspräsident der Dornier-Werke Altenrhein. Jacob war Miteigentümer der Maschinenfabrik Escher Wyss AG Zürich.

### Politik
Im Grossen Rat von St. Gallen hatte er von 1924 bis 1935 einen Sitz. Im Jahr 1934/35 sass er im Nationalrat.

### Auszeichnungen und Titel

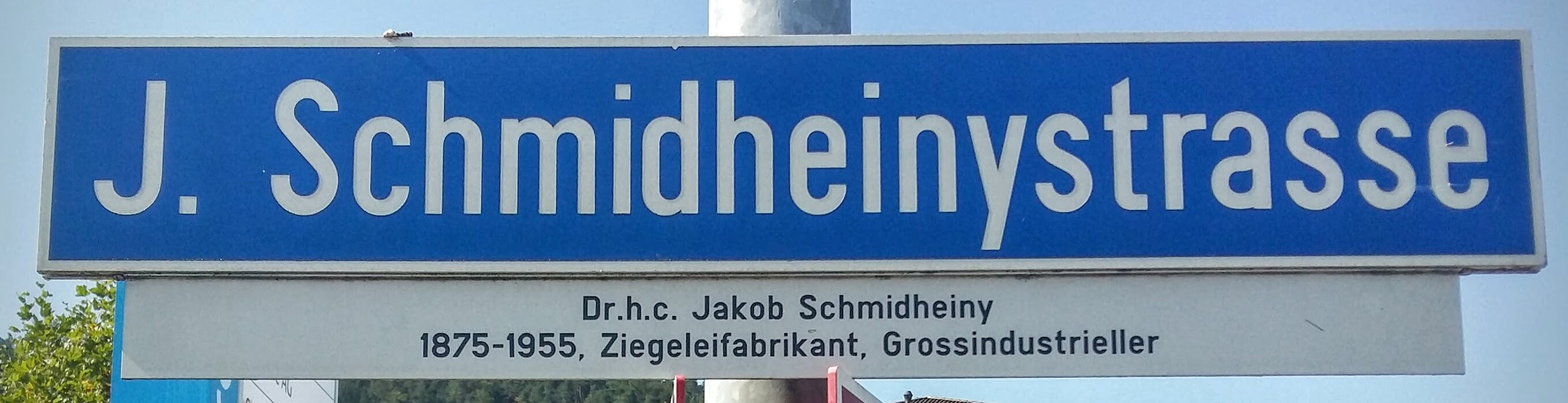
J.Schmidheinystrasse in Heerbrugg

- 1945: Dr. ehrenhalber der ETH Zürich
- Rang eines Oberstbrigadiers in der Schweizer Armee